# イスラエル・タル
イスラエル"タリク"・タル(ヘブライ語: שראל "טליק" טל 英語: Israel "Talik" Tal、1924年9月13日 - 2010年9月8日)は、イスラエルの軍人。主力戦車メルカバの開発などイスラエル機甲部隊の発展に尽力し、「イスラエル戦車の父」と呼ばれることもある。機甲師団長、参謀次長などを務めた。イスラエル防衛章とイスラエル賞が授与された。

## 経歴
1924年9月13日、ガリラヤ地方ティベリアスに近いベヘル・トゥビア生まれ。1942年にイギリス軍に志願、ユダヤ旅団第2大隊の軍曹として北イタリアで戦った。大戦終結後、ユダヤ旅団のユダヤ人の多くがイスラエル建国直前のパレスチナに移住したが、タルはハガナーのメンバーとイタリアに残り、機材調達運動（レヘシュ）を組織したのち、若手の歩兵将校として第一次中東戦争を戦った。1956年の第二次中東戦争では歩兵旅団長を務めた。
タルは歩兵将校としての評判を得つつあったが、この戦争におけるアブ・アゲイラの戦いによりイスラエル軍でも機甲部隊の重要性が認識され始め、タルは機甲科に転属、機甲軍副総監に任命される。1960年には第7機甲旅団長に任命され、同時にイスラエル軍が近代的装甲戦闘車両を得られるように西側諸国との関係を築きあげた。1964年に機甲総監に就任。1967年の第三次中東戦争ではシナイ方面の3個機甲師団長の一人として地中海沿岸のルートを進撃し、エジプト軍に対する圧倒的勝利をおさめた。戦後まもなくエジプト軍のイスラエル陣地に対する攻撃（消耗戦争）が始まり、やがて参謀総長ハイム・バーレブ中将により防衛陣地（のちのバーレブ・ライン）構築計画が提案されたが、タルとシャロンはこの計画に反対した。1969年には参謀次長に就任する。1970年8月、イスラエルの機甲部隊近代化計画がスタートし、タルは計画案の一つ、国産戦車「メルカバ」の開発責任者に任命される（メルカバ開発については後述）。
1973年、第四次中東戦争が勃発する。タルは参謀次長として部隊の指揮こそしなかったが、参謀総長ダビッド・エラザール中将を補佐した。戦争初期、イスラエルでは戦局挽回のため、核兵器使用が検討されたがタルはこれに強く反対した。停戦後臨時で南部軍総司令官を務めた。ダヤン国防相とエラザール参謀総長からエジプト軍の橋頭保に対する攻撃を命令されたが、このような命令にはゴルダ・メイア首相からの命令と最高裁判所による許可が必要だとして反対した。結局この命令は取り消されたが、これが原因で参謀総長への昇進の道を断たれたとされる。
1991年にはネゲヴ・ベン＝グリオン大学の名誉博士号を得る。2002年、クウォリティー・ガバメント運動により、「軍事・安全保障」の部門で「ナイト・オブ・クウォリティー・ガバメント」に選ばれる。タルの写真はアメリカ合衆国フォート・ノックスのパットンミュージアムにある「最優秀戦車指揮官の間」(Wall of Greatest Armor Commanders)にモシェ・ペレト、ジョージ・パットン、クレイトン・エイブラムス、エルヴィン・ロンメルらの写真と一緒に飾られている。
2010年9月13日にレホヴォトで死去。享年85。

## 機甲部隊に対する貢献

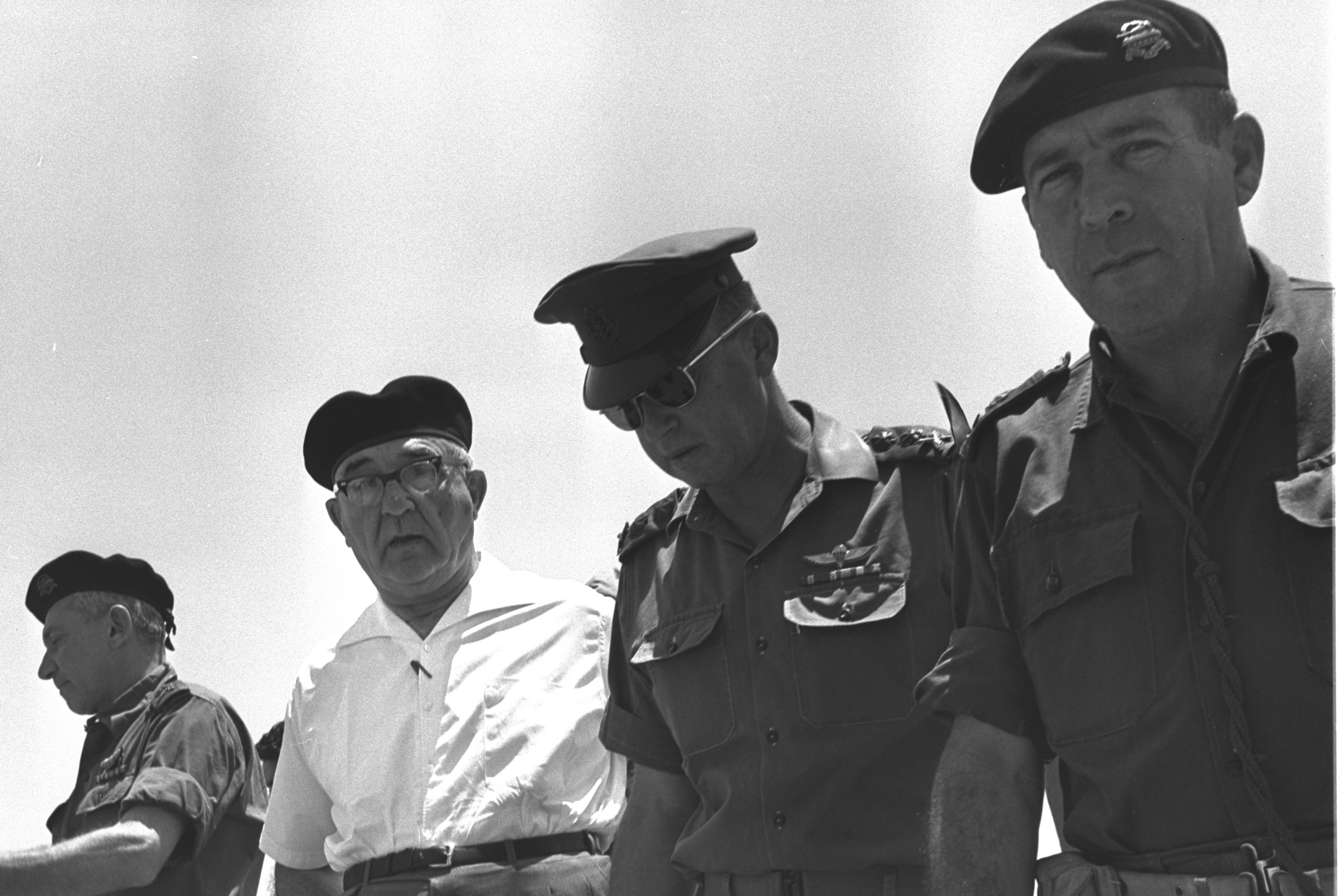
第三次中東戦争当時のタル（いちばん右の人物）。二番目の人物がイツハク・ラビン参謀総長、三番目の人物がレヴィ・エシュコル首相。いちばん左の人物はおそらくハイム・バーレブ参謀次長。

### センチュリオンの改良
イスラエル軍は第三次中東戦争前にイギリスからセンチュリオン戦車を導入し、イスラエル軍初の戦後第一世代MBTとして期待されたが、いざ実戦に投入してみると、もともと欧州での運用を前提に設計されたセンチュリオンは砂漠地帯での運用に大きな不安を抱えていることが判明した。主砲の20ポンド砲は遠距離での命中精度が劣悪で、視界の開けた砂漠地帯での運用に不適合であり、エンジンとして搭載されていたミーティア・エンジンはガソリンエンジンのため被弾時に爆発の危険があるばかりか、フィルターに砂が詰まってオーバーヒートを起こす代物であった。ブレーキやトランスミッションも砂漠地帯だと過熱して使い物にならなくなり、結果、戦車兵からは旧式のスーパーシャーマンシリーズへの搭乗を希望するものが相次いだ。
そこでセンチュリオンに砂漠地帯での運用に耐えうるよう改良を施すことになり、それを主導した人物がタルであった。主砲をイギリス製105mmライフル砲L7に換え(もともとセンチュリオンへの搭載が予定されていた砲であるので容易に搭載できた)、遠距離での交戦能力を確保した。この改良を施されたセンチュリオンは「ショット」(英語: Sho't、鞭の意)と呼ばれるようになり、第三次中東戦争で活躍した。
その後もエンジンをマガフ（M48・M60）などと同じコンチネンタル AVDS-1790-2に(エンジンルームを若干拡張し、エンジンを傾けて搭載した)、変速機はアリソン CD850-6に、ブレーキは油圧式ドラムブレーキに換え、砂漠での機械的信頼性・整備性はオリジナルのセンチュリオンより大幅に向上したのである。これらの改良を施されたセンチュリオンは「ショット・カル」(英語: Sho't　Kal)と呼ばれ、第四次中東戦争でも主力戦車の一翼としてM48、M60戦車にも劣らない活躍を見せた。特にゴラン高原では「涙の谷」と呼ばれる戦区での活躍がよく知られ、かつての悪評を払拭して戦車兵たちから高い評価を得た。結局メルカバが実戦投入された1982年のレバノン侵攻まで現役にとどまり、ショットの車体を再利用したプーマ戦闘工兵車やナグマホン歩兵戦闘車は2015年現在でも現役である。

### メルカバの開発

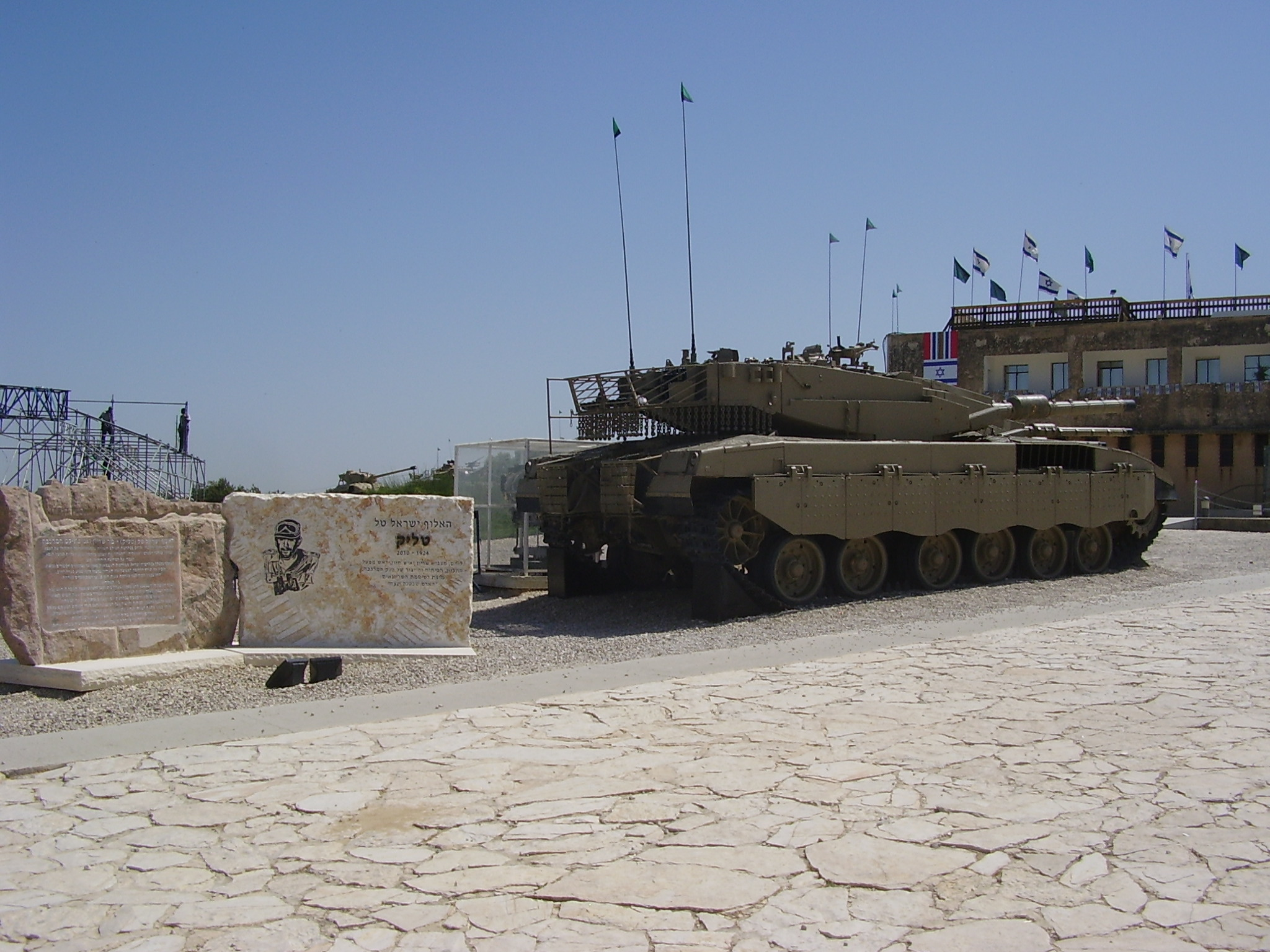
ラトルン戦車博物館に展示されているメルカバMk.IIIとタルの記念碑。

### 乗員配置について
タルは実戦経験・データから「戦車が戦場で生き残るには(戦車長、砲手、操縦手、装填手の)最低4名の乗員が必要である」という考えを打ち出している。このためイスラエル軍は戦車への自動装填装置の採用に最も懐疑的とされ、事実最新型戦車のメルカバMkIVでは装填手補助のために回転式自動弾倉までは採用したが、装填手自体は廃止していない。

### オールタンク・ドクトリン
第三次中東戦争でのアラブ側に対する圧倒的勝利ののち、タルは「機甲の衝撃」、いわゆる「オールタンク・ドクトリン」という理論を提唱した。視界の開けた砂漠では戦車の脅威となる対戦車砲は建物や木が多いヨーロッパと違って隠蔽が困難であり、第三次中東戦争での経験による「アラブの兵士は弱い」という認識もあって、これらの障害を排除するための歩兵部隊や砲兵部隊の随伴を機甲部隊は必要とせず、空軍の支援のもと機甲部隊は単独で突破戦力としての任務を十分に遂行できる、というものである。この理論に従って機甲部隊は73年までの5年間に台数が約2.5倍になり、空軍は国防費の半分を占め、強化されたが歩兵部隊と砲兵部隊の増強はやや立ち遅れ気味であった。
砂漠という戦場の特殊性を重視したあまり諸兵科連合という戦闘教義を軽視した代償を、イスラエル軍は第四次中東戦争の緒戦で味わうことになる。開戦初日、シナイ方面ではバーレブ・ラインの拠点兵を援護するために単独で出動した3個機甲旅団は9M14『マリュートカ』（NATO名AT-3『サガー』）対戦車ミサイルをはじめとする多種多様な対戦車火器から集中砲火を浴び、ことごとく壊滅し、10月8日に行われた攻勢も歩兵部隊と砲兵部隊の支援が不十分で（指揮官の間での意思疎通がなっていなかったというのもあるが）やはり失敗した。やがてイスラエル軍は臨時編成で機甲旅団の中に機械化歩兵大隊を置くなどして戦闘を戦い抜いた。

### ポンツーン橋の制作

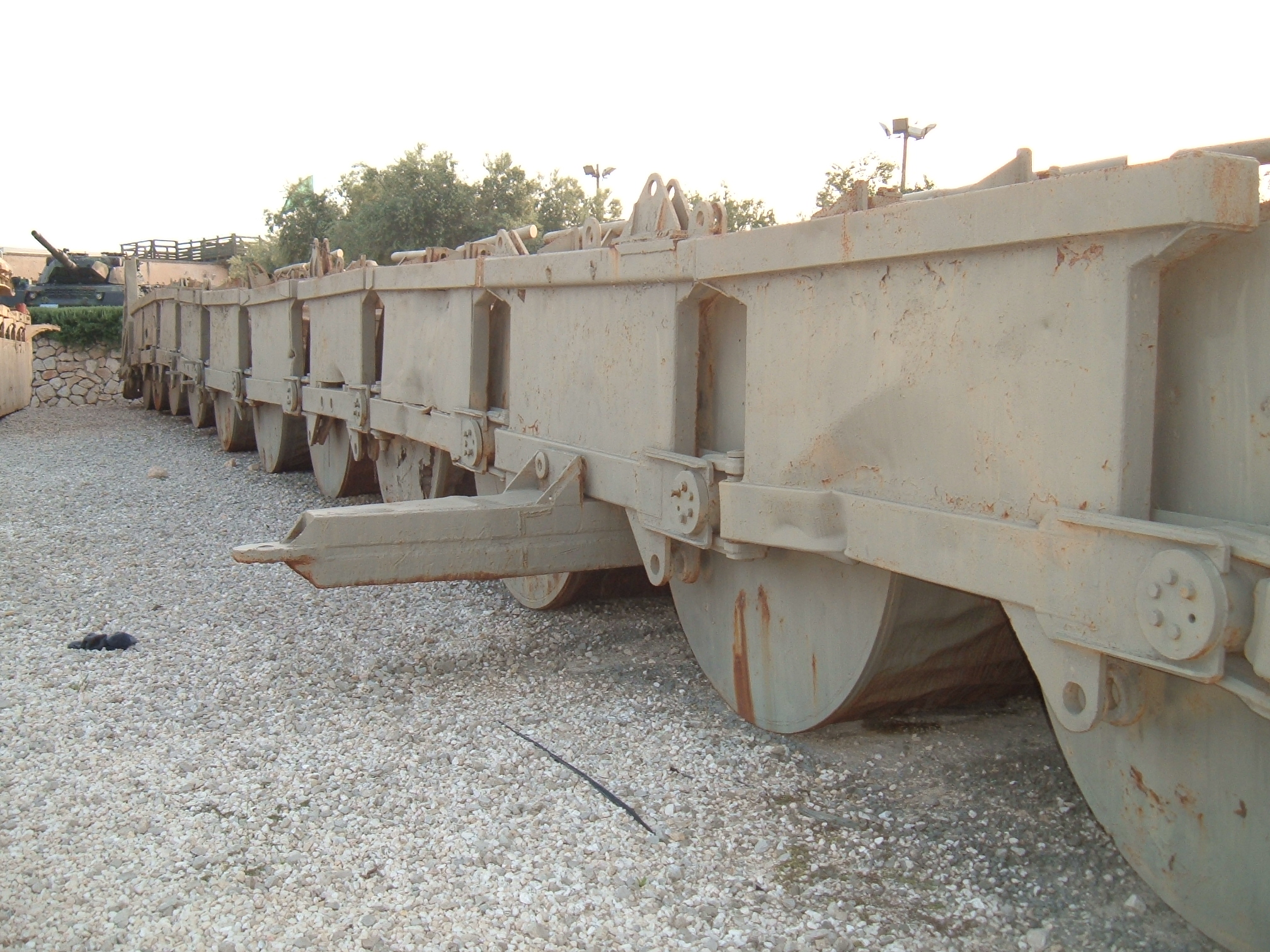
ラトルン戦車博物館に展示されているローラー橋。

タルはスエズ運河逆渡河用に全長200mのローラー橋を制作し、「タル橋」という名称がついた。この橋は移動に戦車16輌が必要な代物であったが第四次中東戦争終盤で実際に使用された。